# Guy de Prangins
Guy II. de Prangins († 12. Juni 1394) war von 1375 bis 1394 Bischof von Lausanne und entstammte wahrscheinlich der Adelsfamilie de Prangins.

## Leben
Guy de Prangins war Doktor beider Rechte. 1361 war er Propst von Lausanne und Ratgeber von Graf Amadeus VI. von Savoyen, der ihn 1373 zusammen mit Heinrich von Romainmôtier zu Albrecht III. und Leopold III. von Österreich sandte, um ein Bündnis auszuhandeln. 1374 war er Chorherr und Kantor von Lyon. Am 19. März 1375 wurde er von Papst Gregor XI. zum Bischof von Lausanne ernannt. Nach dem Beginn des grossen Schismas stand er auf der Seite der Avignonesischen Obedienz. Der 1389/90 vom römischen Papst zum Bischof von Lausanne ernannte Johann Münch von Landskron konnte sich im Bistum nicht durchsetzen, lediglich Bern stand ab 1392 auf der Seite Roms.